# Церковь Рождества Христова на Всполье
Церковь Параскевы Пятницы на Всполье (Церковь Рождества Христова на Всполье) — православный храм в Ярославле, разрушенный в советское время.

## История
Церковь Параскевы Пятницы замыкала Большую Рождественскую улицу. Находилась на пересечении современных улиц Большая Октябрьская (бывшая Большая Рождественская) и Городской Вал. Пятиглавый каменный храм с колокольней над папертью включал две церкви — холодную и тёплую. Построен в 1689 г. старцем Спасо-Преображенского монастыря Варлаамом. В холодной церкви главный престол в честь Рождества Христова, придел — в честь трёх Святителей: Василия Великого, Григория Богослова и Иоанна Златоуста. Тёплая церковь в трапезной — во имя Мученицы Параскевы Пятницы, с приделом во имя Мученика Христофора — была устроена в 1744 г. священником этого храма о. Фёдором. В 1903 г. холодный летний храм обращён в тёплую церковь. Иконостас в церкви был шестиярусный и весь сооружён из кирпича, так что иконы, кроме местного ряда, были написаны прямо на кирпичном грунте. Храм был расписан в XIX в.
Местный краевед И. А. Тихомиров оставил его описание: «В этом храме замечателен иконостас или точнее отсутствие оного. Приставного деревянного иконостаса вовсе нет, нет и вставных икон кроме нижнего яруса, а вместо этого каменная выточенная стена храма разбита карнизами на шесть поясов, из которых каждый, в свою очередь, разделен столбиками на несколько частей. Вся каменная кладка оштукатурена и по штукатурке в каждом отделении написана соответствующая икона». В приходе почитались иконы князей Бориса и Глеба и Богоматери «Избавление от бед страждущих», а также икона Владимирской Богоматери, принадлежавшая храмоздателю Варлааму.
Церковь закрыта в 1928 г., снесена в 1930-х гг.